# Vsevolod Zeljonyj
Vsevolod Zeljonyj (* 24. února 1973 Riga, Sovětský svaz) je bývalý sovětský a lotyšský zápasník–judista, sambista ruské národnosti, bronzový olympijský medailista z roku 2000.

## Sportovní kariéra
Začínal v 10 letech se sambem v rižském klubu Zijemelblazma. Na začátku devadesátých let reprezentoval Sovětský svaz na juniorských soutěžích v sambu. Na judo přesedlal s rozpadem Sovětského svazu v roce 1991, kvůli finanční podpoře juda jako olympijského sportu. V nově formované lotyšské reprezentaci se prosadil v roce 1992 v pololehké váze do 65 kg a druhým místem na mistrovství Evropy si potvrdil účast na olympijských hrách v Barceloně. Premiéru na olympijských hrách v 19 letech nezvládl a vypadl v úvodním kole s Jihokorejcem Kim Sang-munem. V roce 1996 se na olympijské hry nekvalifikoval kvůli potížím se shazováním váhy. Od roku 1997 přešel natrvalo do lehké váhové kategorie do 73 kg.
V roce 2000 se kvalifikoval na olympijské hry v Sydney. Ve čtvrtfinále nestačil v boji o úchop na Itala Giuseppe Maddaloniho a prohrál na počet napomenutí. Přes opravy se odostal do boje o třetí, ve kterém v úvodních sekundách zaskočil Jihokorejce Čchoi Jong-sina zvědačkou sukui-nage na ippon a získal bronzovou olympijskou medaili. Po olympijských hrách v Sydney se účastnil ještě dvou olympijských her v roce 2004 a 2008 a v obou případech nepřešel přes úvodní kolo. Sportovní kariéru ukončil v roce 2009. Věnuje se trenérské a funkcionářské práci.
Vsevolod Zeljonyj byl levoruký judista s osobními technikami plynoucími z příbuzného sportu sambo. Bojoval výhradně z obousměrného úchopu s cílem strhnout, povalit jakýmkoliv způsobem soupeře na zem. V rozvoji zápasnického talentu mu bránily složité podmínky doma v Lotyšsku. Přípravu na olympijské hry, mistrovství světa, Evropy si z větší části hradil sám a přes sponzory. V dobách největší nouze mu pomáhal vlivný lotyšský podnikatel Gunārs Ķirsons.

## Výsledky
| Turnaj             | 1992           | 1993           | 1994           | 1995           | 1996       | 1997       | 1998       | 1999       | 2000       | 2001       | 2002       | 2003       | 2004       | 2005       | 2006       | 2007       | 2008       |
| Turnaj             | 19             | 20             | 21             | 22             | 23         | 24         | 25         | 26         | 27         | 28         | 29         | 30         | 31         | 32         | 33         | 34         | 35         |
| Turnaj             | pololehká váha | pololehká váha | pololehká váha | pololehká váha | lehká váha | lehká váha | lehká váha | lehká váha | lehká váha | lehká váha | lehká váha | lehká váha | lehká váha | lehká váha | lehká váha | lehká váha | lehká váha |
| ------------------ | -------------- | -------------- | -------------- | -------------- | ---------- | ---------- | ---------- | ---------- | ---------- | ---------- | ---------- | ---------- | ---------- | ---------- | ---------- | ---------- | ---------- |
| Olympijské hry     | úč.            |                |                |                | —          |            |            |            | 3.         |            |            |            | úč.        |            |            |            | úč.        |
| Mistrovství světa  |                | úč.            |                | úč.            |            | 3.         |            | úč.        |            | úč.        |            | úč.        |            | úč.        |            | úč.        |            |
| Mistrovství Evropy | 2.             | 2.             | úč.            | 2.             | úč.        | 7.         | úč.        | úč.        | —          | úč.        | 3.         | úč.        | 3.         | 5.         | úč.        | úč.        | úč.        |
| MS juniorů         | —              |                |                |                |            |            |            |            |            |            |            |            |            |            |            |            |            |
| ME juniorů         | 3.             | 3.             |                |                |            |            |            |            |            |            |            |            |            |            |            |            |            |